# Mistrzostwa Polski w Łyżwiarstwie Szybkim w Wieloboju Sprinterskim 2024
43. Mistrzostwa Polski w Łyżwiarstwie Szybkim w Wieloboju Sprinterskim 2024 odbyły się w dniach 27–29 lutego 2024 r. na torze w Arenie Lodowej w Tomaszowie Mazowieckim razem z mistrzostwami Polski w wieloboju.

## Wyniki

### Wielobój sprinterski kobiet
| Pozycja | Zawodniczka       | Klub                           | 500 m      | 1000 m       | 500 m      | 1000 m       | Suma pkt. | Strata  |
| ------- | ----------------- | ------------------------------ | ---------- | ------------ | ---------- | ------------ | --------- | ------- |
| 01 !    | Iga Wojtasik      | AZS AWF Katowice               | 38,91 (3)  | 1:18,10 (2)  | 38,93 (2)  | 1:18,24 (1)  | 156,010   | —       |
| 02 !    | Andżelika Wójcik  | MKS Cuprum Lubin               | 38,40 (1)  | 1:18,92 (3)  | 38,44 (1)  | 1:19,46 (2)  | 156,030   | +0,020  |
| 03 !    | Martyna Baran     | WTŁ Stegny Warszawa            | 39,19 (4)  | 1:21,48 (5)  | 39,05 (3)  | 1:20,51 (3)  | 159,235   | +3,225  |
| 4.      | Olga Piotrowska   | AZS AWF Katowice               | 40,10 (6)  | 1:19,72 (4)  | 40,12 (5)  | 1:21,47 (4)  | 160,815   | +4,805  |
| 5.      | Kaja Ziomek       | MKS Cuprum Lubin               | 39,79 (5)  | 1:23,97 (9)  | 39,75 (4)  | 1:22,98 (7)  | 163,015   | +7,005  |
| 6.      | Magdalena Smędzik | KS SNPTT 1907 Zakopane         | 40,55 (8)  | 1:22,81 (7)  | 40,69 (6)  | 1:22,95 (6)  | 164,120   | +8,110  |
| 7.      | Iga Smejda        | KS Pilica Tomaszów Mazowiecki  | 41,71 (9)  | 1:23,17 (8)  | 41,54 (7)  | 1:22,60 (5)  | 166,135   | +10,125 |
| 8.      | Julia Grzywińska  | WTŁ Stegny Warszawa            | 41,73 (11) | 1:24,11 (10) | 41,63 (8)  | 1:24,06 (8)  | 167,445   | +11,435 |
| 9.      | Victoria Szewczyk | Fundacja ŁiSW Legia Warszawa   | 41,73 (10) | 1:25,98 (11) | 41,91 (9)  | 1:26,11 (9)  | 169,685   | +13,675 |
| 10.     | Amelia Steć       | UKS Sparta Grodzisk Mazowiecki | 42,27 (13) | 1:26,97 (13) | 42,12 (10) | 1:26,74 (10) | 171,245   | +15,235 |

### Sprint drużynowy kobiet
| Pozycja | Klub                                                                            | Rezultat | Strata |
| ------- | ------------------------------------------------------------------------------- | -------- | ------ |
| 01 !    | KS Pilica Tomaszów Mazowiecki Iga Smejda Natalia Jabrzyk Karolina Bosiek        | 1:32,07  | —      |
| 02 !    | AZS AWF Katowice Maja Płończyk Olga Piotrowska Iga Wojtasik Magdalena Czyszczoń | 1:32,95  | +0,88  |
| 03 !    | MKS Cuprum Lubin Martyna Paluch Kaja Ziomek Andżelika Wójcik                    | 1:34,61  | +2,54  |

### Wielobój sprinterski mężczyzn
| Pozycja | Zawodnik             | Klub                           | 500 m      | 1000 m       | 500 m      | 1000 m       | Suma pkt. | Strata  |
| ------- | -------------------- | ------------------------------ | ---------- | ------------ | ---------- | ------------ | --------- | ------- |
| 01 !    | Marek Kania          | Fundacja ŁiSW Legia Warszawa   | 35,14 (2)  | 1:10,58 (1)  | 35,09 (1)  | 1:11,32 (1)  | 141,180   | —       |
| 02 !    | Jakub Piotrowski     | KS Pilica Tomaszów Mazowiecki  | 35,76 (3)  | 1:11,87 (3)  | 36,24 (2)  | 1:12,03 (2)  | 143,950   | +2,770  |
| 03 !    | Mikołaj Bielas       | KS Pilica Tomaszów Mazowiecki  | 37,03 (6)  | 1:13,20 (4)  | 36,70 (3)  | 1:13,73 (4)  | 147,195   | +6,015  |
| 4.      | Dawid Burzykowski    | AZS Zakopane                   | 37,23 (7)  | 1:13,33 (5)  | 37,05 (4)  | 1:13,39 (3)  | 147,640   | +6,460  |
| 5.      | Szymon Hostyński     | SKŁ Górnik Sanok               | 37,65 (9)  | 1:16,45 (7)  | 37,08 (5)  | 1:15,79 (5)  | 150,850   | +9,670  |
| 6.      | Mateusz Kania        | Fundacja ŁiSW Legia Warszawa   | 38,40 (10) | 1:19,00 (10) | 38,87 (8)  | 1:19,10 (7)  | 156,320   | +15,140 |
| 7.      | Wojciech Szelągowski | WTŁ Stegny Warszawa            | 38,90 (13) | 1:20,28 (16) | 38,47 (7)  | 1:20,58 (12) | 157,800   | +16,620 |
| 8.      | Eryk Marciniak       | KS Pilica Tomaszów Mazowiecki  | 40,13 (23) | 1:17,77 (8)  | 39,81 (15) | 1:18,21 (6)  | 157,930   | +16,750 |
| 9.      | Patryk Kudła         | SKŁ Górnik Sanok               | 39,50 (16) | 1:19,41 (14) | 39,45 (11) | 1:19,21 (8)  | 158,260   | +17,080 |
| 10.     | Kryspin Węcławek     | UKS Sparta Grodzisk Mazowiecki | 39,78 (19) | 1:19,13 (11) | 39,78 (14) | 1:19,67 (11) | 158,960   | +17,780 |

### Sprint drużynowy mężczyzn
| Pozycja | Klub                                                                            | Rezultat | Strata |
| ------- | ------------------------------------------------------------------------------- | -------- | ------ |
| 01 !    | KS Pilica Tomaszów Mazowiecki Kacper Abratkiewicz Jakub Piotrowski Damian Żurek | 1:24,79  | —      |
| 02 !    | Fundacja ŁiSW Legia Warszawa Mateusz Kania Karol Karczewski Marek Kania         | 1:25,86  | +1,07  |
| 03 !    | KS Pilica Tomaszów Mazowiecki II Antoni Pluta Mikołaj Bielas Szymon Wojtakowski | 1:26,38  | +1,59  |